# Henning Keese
Henning Keese (* 16. Mai 1955) ist ein ehemaliger deutscher Fußballspieler.

## Sportlicher Werdegang
Keese spielte ab 1977 für den 1. SC Göttingen 05, der aus der 2. Bundesliga abgestiegen war, in der drittklassigen Oberliga Nord. Als Tabellendritter der Spielzeit 1977/78 nahm der Abwehrspieler mit der Mannschaft an der Aufstiegsrunde zur 2. Bundesliga teil, hinter dem SC Viktoria Köln, dem DSC Wanne-Eickel und dem VfL Wolfsburg verpasste die Mannschaft mit nur einem Sieg in der Runde den direkten Wiederaufstieg.
Keese hatte sich jedoch in die Notizbücher der Aufsteigers aus Wanne-Eickel gespielt, für den er zwei Spielzeiten in der Nordstaffel der 2. Bundesliga verteidigte. Dabei war er unter den Trainern Günter Luttrop und Toni Burghardt an der Seite von Spielern wie Klaus Wischniewski, Norbert Lücke, Roland Kosien, Peter Leske, Eckehard Eigenwillig und Ingo Peter Stammspieler. Obwohl sportlich am Ende der Zweitliga-Spielzeit 1979/80 der Klassenerhalt stand, gab der Klub im April 1980 freiwillig die Lizenz zurück, um sich stärker dem Breitensport zu widmen. In der Folge verließ auch Keese den Klub und kam beim Ligakonkurrenten Rot-Weiß Oberhausen unter. Hier bestritt er noch eine Spielzeit in der 2. Bundesliga, trotz sieben Toren in 38 Spielen verpasste er jedoch mit dem Klub aufgrund der Einführung der eingleisigen 2. Bundesliga den Klassenerhalt. Nach dem Abstieg beendete Keese seine Fußballkarriere mit 27 Jahren. Parallel zu seinen Stationen im Profifußball wurde Keese direkt nacheinander mit den Mannschaften der Georg August Universität in Göttingen und nachfolgend mit den Studenten der Ruhr-Universität Bochum Deutscher Hochschulmeister (1978 und 1979). Einer Einladung zu einem Lehrgang der Studenten-Nationalmannschaft folgte keine Berufung.
Berufliche Stationen
Keese durchlief einen kreativen und ungewöhnlichen Berufsweg. Neben seiner Zeit als Berufsfußballspieler studierte er an der Georg-August Universität in Göttingen und danach an der Ruhr-Universität Bochum. Er war Mitbegründer und Lehrer der Freien Schule Bochum, einer Alternativschule mit besonderer pädagogischer Prügung und vertrat diesen Verein in der Öffentlichkeit. Vor seiner Promotion an der Universität Osnabrück im Bereich Wirtschafts- und Sozialwissenschaften (1988) arbeitete er als Wissenschaftlicher Mitarbeiter am dii (Deutsches Institut zur Erforschung der Informationsgesellschaft 1989). Danach wechselte er an den Lehrstuhl für Arbeitsorganisation im Institut für Arbeitswissenschaft an der Ruhr-Universität Bochum und war dort beteiligt an verschiedenen Forschungsprojekten und Lehrtätigkeiten (1993). Nach einer Zwischenstation als Dezernatsleiter Organisation im DAAD (Deutscher Akademischer Austauschdienst in Bonn) übernahm er die Leitung der Akademie der Deutschen Gesellschaft für Personalführung (DGFP e. V.) in Düsseldorf (1997). In seine Schaffensphase konnte eine sprunghafte positive Entwicklung von Veranstaltungen, Umsatz und Ertrag der DGFP verzeichnet werden. 
Die bereits an der Ruhr-Universität Bochum erprobten Kompetenzen der Unternehmensberatung nutzte Keese darauf folgend in mehreren Beratungsunternehmen, in den letzten zehn Jahren seiner Berufstätigkeit als Gesellschafter und Geschäftsführer eigener Unternehmen. Schwerpunkte seiner Beratungen waren die Effizienz von Personalführung, die Optimierung von Prozessen, und die Gestaltung effizienter Strukturen und Prozesse un Unternehmen. Methodisch wurden Großprojekte für über 1000 Mitarbeiter, Workshops, Maßnahmen zum Konfliktmanagement und Coachings von Keese durchgeführt. 